# لیسنا بوره
لیسنا بوره (به لاتین: Lisna Bore) یک منطقهٔ مسکونی در مونته‌نگرو است که در شهرداری اولکینج واقع شده‌است. لیسنا بوره ۱۷۱ نفر جمعیت دارد.